# Rebići
Rebići is een plaats in de gemeente Barban in de Kroatische provincie Istrië. De plaats telt 138 inwoners (2001).